# Calcio Catania 2007-2008
Questa pagina raccoglie i dati riguardanti il Calcio Catania nelle competizioni ufficiali della stagione 2007-2008.

## Stagione
Nell'estate 2007 la società decide di rivoluzionare la rosa. Al posto del portiere Armando Pantanelli. viene acquistato l'ex Real Madrid Albano Bizzarri; in difesa, al posto di Gianluca Falsini, viene acquistato l'esperto Christian Terlizzi, mentre in attacco Giorgio Corona viene sostituito dall'uruguagio Jorge Andrés Martínez Ma il vero buco da colmare è a centrocampo, quando la bandiera Fabio Caserta si accasa ai rivali del Palermo, divenendo un traditore per i tifosi. Al suo posto il Catania compra Giacomo Tedesco e Cristian Llama.
Nella stagione 2007-08, il girone d'andata si svolge discretamente bene per i rossazzurri, che chiudono all'undicesimo posto con 22 punti, +6 dalla zona retrocessione. La squadra registra ottime partite in casa con delle vittorie contro il Palermo nel derby (3-1), Sampdoria  e Udinese entrambi per 2-0, e pareggio contro la Juventus per 1-1 con la vittoria sfiorata nel recupero da un rigore del capitano juventino Del Piero. Purtroppo in trasferta, il Catania fa solo 5 punti nonostante un buon pareggio a San Siro contro il Milan campione d'Europa in carica per 1-1.
Contemporaneamente, eliminando Triestina, Milan e Udinese, il Catania conquista la sua prima semifinale di Coppa Italia. Nel mercato di gennaio, il Catania compra altri due difensori, Matías Silvestre e Pablo Alvarez. 
Tuttavia, nel girone di ritorno, la squadra subisce un forte calo di rendimento, con una serie di sconfitte in trasferta e la difficoltà a fare punti anche nelle gare casalinghe (solo 6 punti nelle prime 6 gare casalinghe del girone di ritorno).
Il 1º aprile, dopo la sconfitta in casa con il Torino, diretta concorrente per la salvezza e soli 7 punti fatti nelle 12 partite del girone di ritorno, Baldini lascia la panchina catanese, d'accordo con la dirigenza; a prendere il suo posto è Walter Zenga, che cambia completamente il tipo di gioco del Catania, dando fiducia a Tedesco e Bizzarri ai danni di Edusei e Polito, e sposta Vargas da terzino a centrocampista esterno. Il tecnico esordisce nel migliore dei modi con un secco 3-0 contro il Napoli, Purtroppo, la squadra fa solo 7 punti e si trova alla penultima giornata con un distacco di 2 punti sopra la zona retrocessione. Si salva solo all'ultima giornata pareggiando in casa contro la Roma per 1-1 che in caso di sconfitta sarebbe stata retrocessa perché l'Empoli vinceva contro il Livorno e a pari punti si sarebbero salvati i toscani con i scontri diretti favorevoli a loro (vittoria 1-0 in casa e sconfitta per 0-2 a Empoli). Era un doppio confronto a distanza scudetto-retrocessione Parma-Inter, con lo scudetto vinto da questi ultimi e la retrocessione dei parmigiani. La stagione si conclude quindi con 37 punti di cui un punto sopra i toscani.

## Rosa
| N. |                      | Ruolo | Calciatore         |
| -- | -------------------- | ----- | ------------------ |
| 1  | Argentina (bandiera) | P     | Albano Bizzarri    |
| 2  | Italia (bandiera)    | D     | Gennaro Sardo      |
| 3  | Italia (bandiera)    | D     | Rocco Sabato       |
| 4  | Italia (bandiera)    | D     | Andrea Sottil      |
| 5  | Argentina (bandiera) | D     | Matías Silvestre   |
| 6  | Italia (bandiera)    | D     | Lorenzo Stovini    |
| 7  | Perù (bandiera)      | D     | Juan Manuel Vargas |
| 8  | Ghana (bandiera)     | C     | Mark Edusei        |
| 9  | Italia (bandiera)    | A     | Giuseppe Colucci   |
| 10 | Italia (bandiera)    | A     | Giuseppe Mascara   |
| 11 | Brasile (bandiera)   | A     | Piá                |
| 13 | Argentina (bandiera) | C     | Mariano Julio Izco |
| 14 | Brasile (bandiera)   | A     | Babú               |
| 15 | Giappone (bandiera)  | A     | Takayuki Morimoto  |
| 16 | Italia (bandiera)    | P     | Ciro Polito        |

| N. |                      | Ruolo | Calciatore              |
| -- | -------------------- | ----- | ----------------------- |
| 17 | Italia (bandiera)    | C     | Davide Baiocco          |
| 18 | Italia (bandiera)    | P     | Generoso Rossi          |
| 19 | Italia (bandiera)    | C     | Giacomo Tedesco         |
| 20 | Italia (bandiera)    | D     | Marcello Gazzola        |
| 21 | Italia (bandiera)    | D     | Cristian Silvestri      |
| 22 | Argentina (bandiera) | D     | Pablo Sebastián Álvarez |
| 22 | Argentina (bandiera) | C     | Cristian Llama          |
| 23 | Italia (bandiera)    | D     | Christian Terlizzi      |
| 24 | Italia (bandiera)    | A     | Gionatha Spinesi        |
| 25 | Uruguay (bandiera)   | C     | Jorge Andrés Martínez   |
| 27 | Italia (bandiera)    | C     | Marco Biagianti         |
| 30 | Italia (bandiera)    | C     | Francesco Millesi       |
| 32 | Italia (bandiera)    | C     | Riccardo Nardini        |
|    | Italia (bandiera)    | C     | Mauro Minelli           |

## Risultati

### Serie A

#### Girone di andata
| Arbitro: | Stefanini (Prato) |

|                         |           |                          |
| Pisanu 28’ M. Rossi 43’ | Marcatori | 12’ Morimoto 44’ Baiocco |

| Catania 2 settembre 2007, ore 15:00 CEST 2ª giornata | Catania           | 0 – 0 referto | Genoa | Stadio Angelo Massimino (16.139 spett.)\| Arbitro: \| Rizzoli (Bologna) \| |
| Arbitro:                                             | Rizzoli (Bologna) |               |       |                                                                            |

| Arbitro: | Orsato (Schio) |

|                      |           |  |
| Crespo 14’ César 79’ | Marcatori |  |

| Arbitro: | Giannoccaro (Lecce) |

|  |           |         |
|  | Marcatori | 4’ Mutu |

| Arbitro: | Marelli (Como) |

|              |           |  |
| Martínez 48’ | Marcatori |  |

| Arbitro: | Gervasoni (Mantova) |

|                 |           |              |
| Kaká 48’ (rig.) | Marcatori | 26’ Martínez |

| Arbitro: | Rocchi (Firenze) |

|           |           |  |
| Sardo 20’ | Marcatori |  |

| Arbitro: | Ayroldi (Molfetta) |

|           |           |              |
| Matri 46’ | Marcatori | 11’ Terlizzi |

| Arbitro: | Girardi (San Donà di Piave) |

|                            |           |  |
| G. Mascara 2’ Martínez 42’ | Marcatori |  |

| Arbitro: | Romeo (Verona) |

|               |           |            |
| De Ceglie 79’ | Marcatori | 88’ Vargas |

| Arbitro: | Pierpaoli (Firenze) |

|             |           |                   |
| Spinesi 83’ | Marcatori | 57’, 59’ Langella |

| Arbitro: | Stefanini (Prato) |

|             |           |              |
| Malonga 15’ | Marcatori | 63’ Martínez |

| Arbitro: | Brighi (Cesena) |

|                   |           |  |
| Zalayeta 43’, 65’ | Marcatori |  |

| Arbitro: | Trefoloni (Siena) |

|                                                |           |             |
| G. Mascara 29’ Spinesi 41’ (rig.) Martínez 89’ | Marcatori | 63’ Caserta |

| Arbitro: | Mazzoleni (Bergamo) |

|                      |           |  |
| Rocchi 8’ Pandev 89’ | Marcatori |  |

| Arbitro: | Romeo (Verona) |

|                    |           |  |
| G. Mascara 8’, 86’ | Marcatori |  |

| Arbitro: | Rosetti (Torino) |

|                         |           |            |
| Vigiani 34’, 78’, 90+3’ | Marcatori | 90’ Vargas |

| Arbitro: | Rocchi (Firenze) |

|             |           |                        |
| Spinesi 15’ | Marcatori | 90+1’ (rig.) Del Piero |

| Arbitro: | Orsato (Schio) |

|                              |           |  |
| Giuly 8’ De Rossi 57’ (rig.) | Marcatori |  |

#### Girone di ritorno
| Catania 27 gennaio 2008, ore 15:00 CET 20ª giornata | Catania           | 0 – 0 referto | Parma | Stadio Angelo Massimino (16.287 spett.)\| Arbitro: \| Celi (Campobasso) \| |
| Arbitro:                                            | Celi (Campobasso) |               |       |                                                                            |

| Arbitro: | Velotto (Grosseto) |

|                                    |           |                 |
| Danilo 14’ M. Borriello 71’ (rig.) | Marcatori | 59’ (aut.) Bovo |

| Arbitro: | Farina (Novi Ligure) |

|  |           |                         |
|  | Marcatori | 64’ Cambiasso 67’ Suazo |

| Arbitro: | Banti (Livorno) |

|                         |           |            |
| Kuzmanović 40’ Mutu 70’ | Marcatori | 60’ Vargas |

| Arbitro: | Brighi (Cesena) |

|                        |           |  |
| Giovinco 35’ Budel 78’ | Marcatori |  |

| Arbitro: | De Marco (Chiavari) |

|             |           |          |
| Spinesi 63’ | Marcatori | 55’ Pato |

| Arbitro: | Bergonzi (Genova) |

|              |           |  |
| Diamanti 62’ | Marcatori |  |

| Arbitro: | Banti (Livorno) |

|                                 |           |              |
| Silvestri 44’ Canini 47’ (aut.) | Marcatori | 21’ D. Conti |

| Arbitro: | Romeo (Verona) |

|                                      |           |             |
| Palombo 68’ Accardi 76’ Bellucci 86’ | Marcatori | 73’ Stovini |

| Catania 19 marzo 2008, ore 20:30 CET 29ª giornata | Catania             | 0 – 0 referto | Siena | Stadio Angelo Massimino (16.655 spett.)\| Arbitro: \| Tagliavento (Terni) \| |
| Arbitro:                                          | Tagliavento (Terni) |               |       |                                                                              |

| Bergamo 22 marzo 2008, ore 15:00 CET 30ª giornata | Atalanta          | 0 – 0 referto | Catania | Stadio Atleti Azzurri d'Italia (9.500 spett.)\| Arbitro: \| Stefanini (Prato) \| |
| Arbitro:                                          | Stefanini (Prato) |               |         |                                                                                  |

| Arbitro: | Rizzoli (Bologna) |

|            |           |                         |
| Spinesi 3’ | Marcatori | 4’ Diana 63’ Di Michele |

| Arbitro: | Orsato (Schio) |

|                                      |           |  |
| G. Colucci 5’ Spinesi 16’ Vargas 48’ | Marcatori |  |

| Arbitro: | Dondarini (Finale Emilia) |

|             |           |  |
| Miccoli 84’ | Marcatori |  |

| Arbitro: | Celi (Campobasso) |

|                    |           |  |
| Spinesi 34’ (rig.) | Marcatori |  |

| Arbitro: | Bergonzi (Genova) |

|                               |           |            |
| Di Natale 6’ Quagliarella 39’ | Marcatori | 34’ Vargas |

| Arbitro: | Rocchi (Firenze) |

|                |           |                         |
| Martínez 90+2’ | Marcatori | 41’, 90’ (rig.) Amoruso |

| Arbitro: | Trefoloni (Siena) |

|               |           |              |
| Del Piero 89’ | Marcatori | 48’ Martínez |

| Arbitro: | Saccani (Mantova) |

|              |           |            |
| Martínez 85’ | Marcatori | 8’ Vučinić |

### Coppa Italia

#### Prima fase
| Arbitro: | Gava (Conegliano) |

|                                   |                      |                                 |
| Graffiedi Granoche Milani Testini | Tiri di rigore 2 – 4 | G. Mascara Baiocco Stovini Izco |

#### Fase finale
| Arbitro: | Bergonzi (Genova) |

|             |           |                            |
| Paloschi 7’ | Marcatori | 19’ Spinesi 26’ G. Mascara |

| Arbitro: | Ayroldi (Molfetta) |

|            |           |              |
| Vargas 12’ | Marcatori | 68’ Paloschi |

| Arbitro: | De Marco (Chiavari) |

|                                          |           |                       |
| Ferronetti 9’ Pepe 71’ (rig.) Felipe 76’ | Marcatori | 12’ Izco 31’ Martínez |

| Arbitro: | Tagliavento (Terni) |

|                                 |           |         |
| Spinesi 44’ (rig.) Morimoto 89’ | Marcatori | 1’ Pepe |

| Arbitro: | Ayroldi (Molfetta) |

|           |           |  |
| Totti 47’ | Marcatori |  |

| Arbitro: | Morganti (Ascoli Piceno) |

|               |           |                     |
| Silvestri 29’ | Marcatori | 26’ (rig.) Aquilani |

## Statistiche

### Statistiche di squadra
| Competizione | Punti | In casa | In casa | In casa | In casa | In casa | In casa | In trasferta | In trasferta | In trasferta | In trasferta | In trasferta | In trasferta | Totale | Totale | Totale | Totale | Totale | Totale | DR  |
| Competizione | Punti | G       | V       | N       | P       | Gf      | Gs      | G            | V            | N            | P            | Gf           | Gs           | G      | V      | N      | P      | Gf     | Gs     | DR  |
| ------------ | ----- | ------- | ------- | ------- | ------- | ------- | ------- | ------------ | ------------ | ------------ | ------------ | ------------ | ------------ | ------ | ------ | ------ | ------ | ------ | ------ | --- |
| Serie A      | 37    | 19      | 8       | 6       | 5       | 21      | 14      | 19           | 0            | 7            | 12           | 12           | 31           | 38     | 8      | 13     | 17     | 33     | 45     | -12 |
| Coppa Italia |       | 3       | 1       | 2       | 0       | 4       | 3       | 4            | 1            | 1            | 2            | 4            | 5            | 7      | 2      | 3      | 4      | 8      | 8      | 0   |
| Totale       |       | 22      | 9       | 8       | 5       | 25      | 17      | 23           | 1            | 8            | 14           | 16           | 36           | 45     | 10     | 16     | 21     | 41     | 53     | -12 |

### Andamento in campionato
| Giornata  | 1 | 2  | 3  | 4  | 5  | 6  | 7  | 8  | 9 | 10 | 11 | 12 | 13 | 14 | 15 | 16 | 17 | 18 | 19 | 20 | 21 | 22 | 23 | 24 | 25 | 26 | 27 | 28 | 29 | 30 | 31 | 32 | 33 | 34 | 35 | 36 | 37 | 38 |
| --------- | - | -- | -- | -- | -- | -- | -- | -- | - | -- | -- | -- | -- | -- | -- | -- | -- | -- | -- | -- | -- | -- | -- | -- | -- | -- | -- | -- | -- | -- | -- | -- | -- | -- | -- | -- | -- | -- |
| Luogo     | T | C  | T  | C  | C  | T  | C  | T  | C | T  | C  | T  | T  | C  | T  | C  | T  | C  | T  | C  | T  | C  | T  | T  | C  | T  | C  | T  | C  | T  | C  | C  | T  | C  | T  | C  | T  | C  |
| Risultato | N | N  | P  | P  | V  | N  | V  | N  | V | N  | P  | N  | P  | V  | P  | V  | P  | N  | P  | N  | P  | P  | P  | P  | N  | P  | V  | P  | N  | N  | P  | V  | P  | V  | P  | P  | N  | N  |
| Posizione | 7 | 13 | 16 | 16 | 13 | 15 | 11 | 12 | 8 | 8  | 10 | 10 | 11 | 10 | 11 | 11 | 11 | 11 | 12 | 12 | 12 | 14 | 14 | 15 | 17 | 18 | 15 | 15 | 16 | 16 | 15 | 15 | 15 | 14 | 14 | 17 | 17 | 17 |

Legenda:

Luogo: C = Casa; T = Trasferta. Risultato: V = Vittoria; N = Pareggio; P = Sconfitta.